# اکراس سیاه
اکراس سیاه، اکراس درخشان یا اکراس داسی از اکراس‌های راسته لک‌لک‌سانان است. زیستگاه این پرنده آمریکای شمالی، استرالیا، اروپا، آفریقا و آسیا است.

## نگارخانه

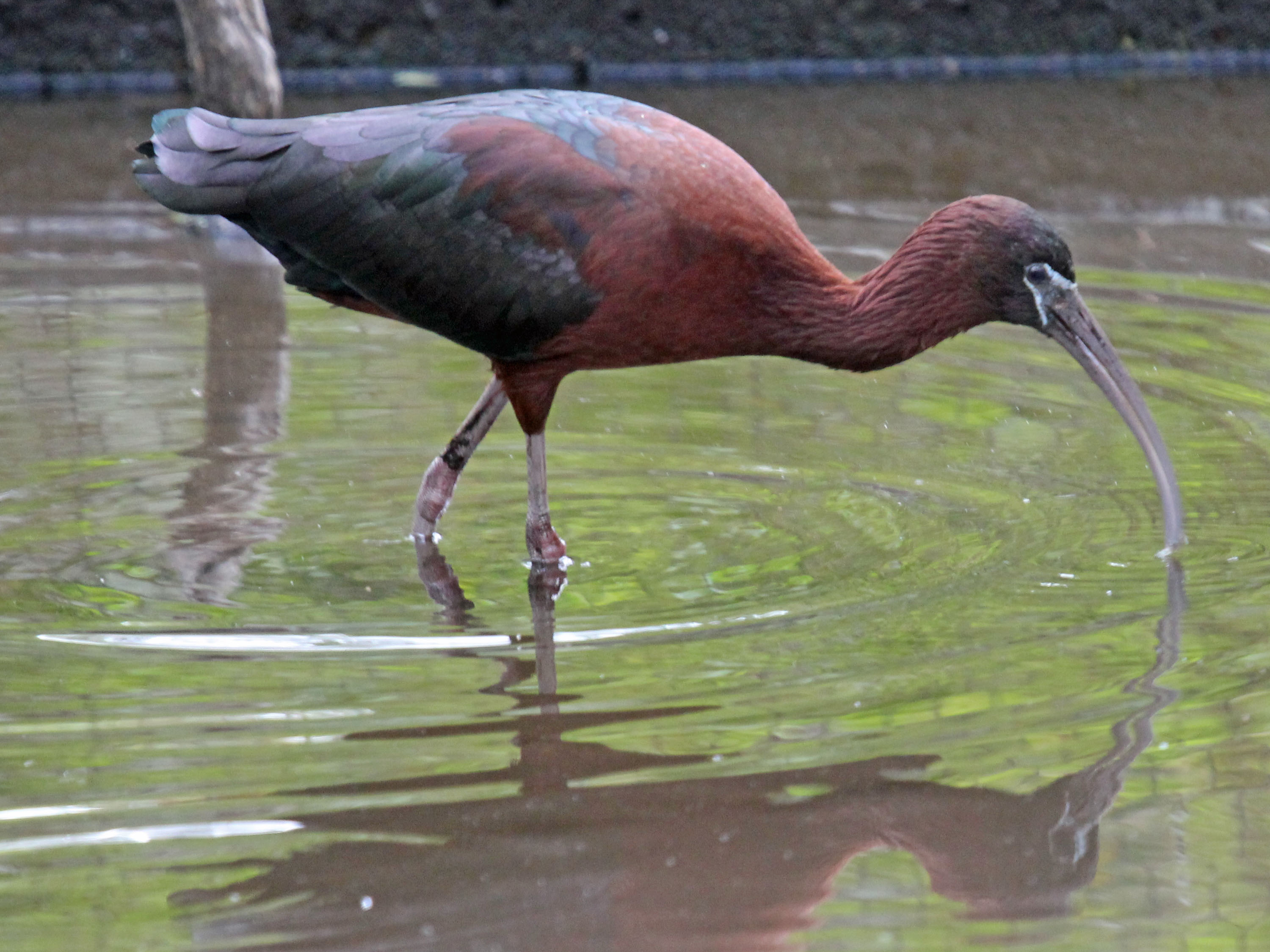
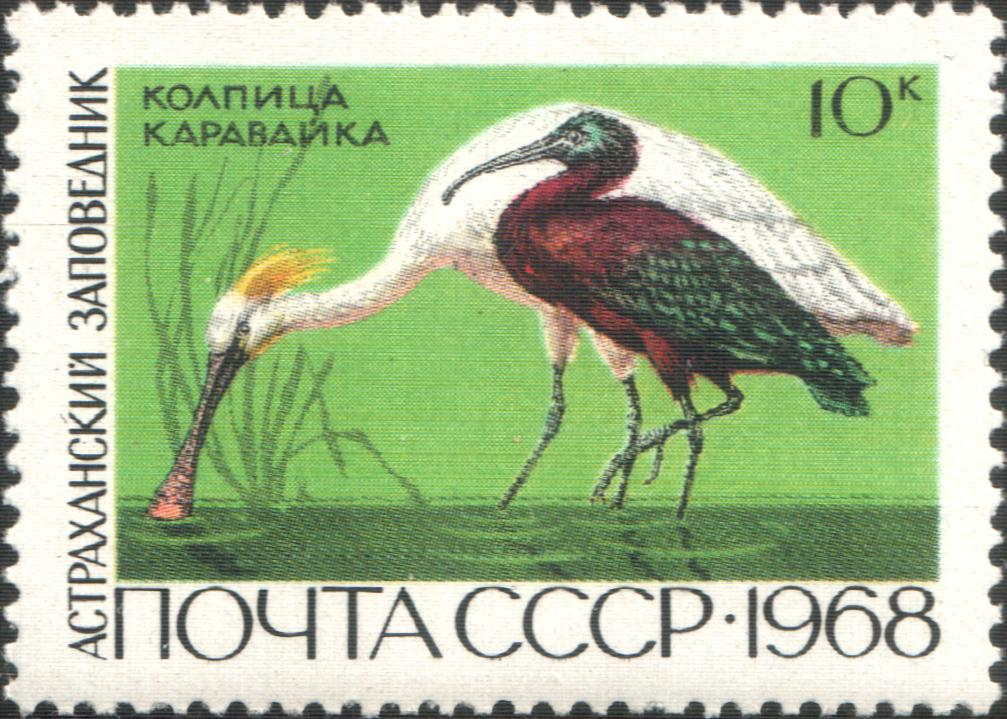
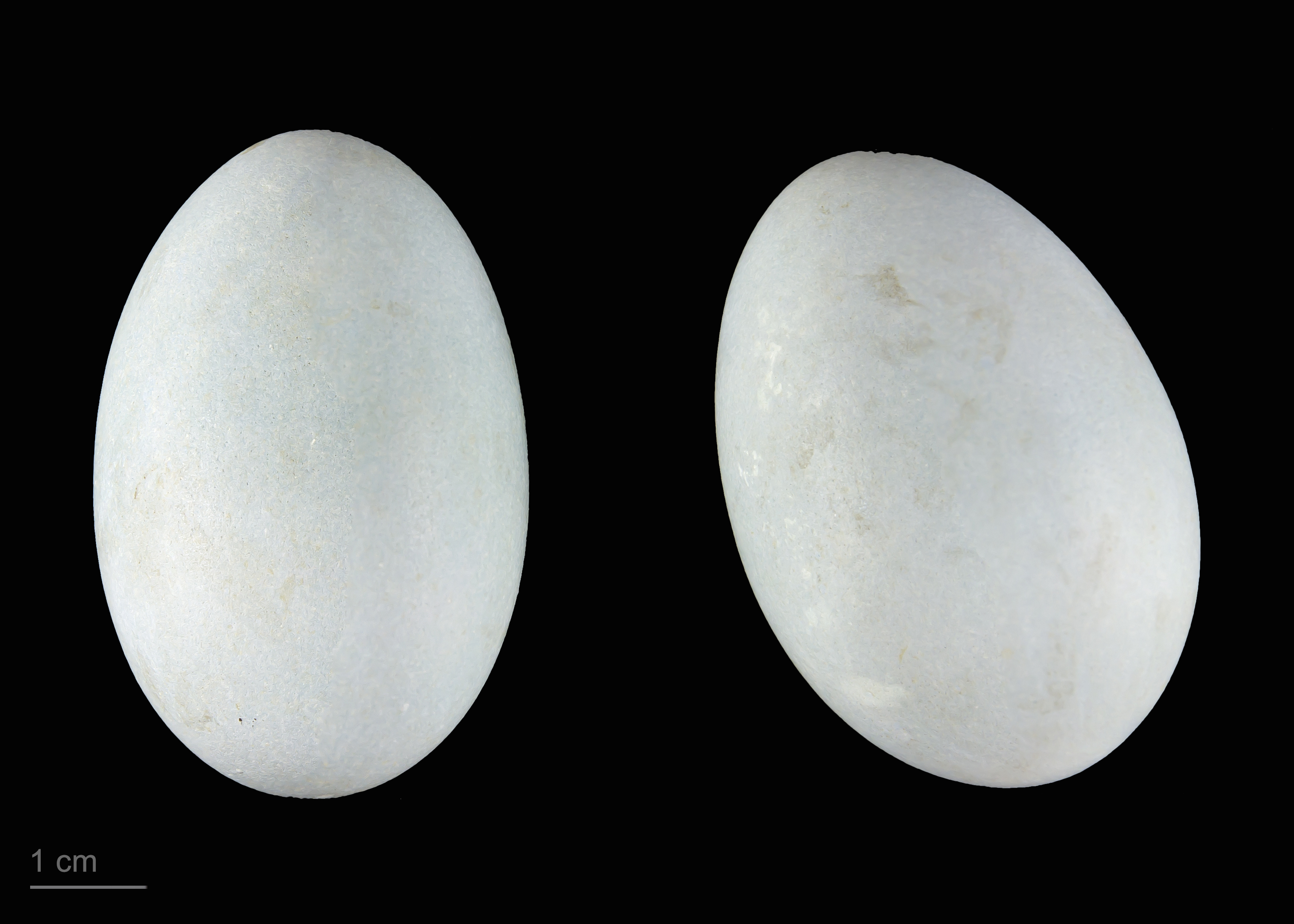
نمونه موزه‌ای، بیتولا، مقدونیه